# Sonate K. 30
Pour les articles homonymes, voir K30.
Fugue du chat
Pour un article plus général, voir Essercizi per gravicembalo.
La Sonate K. 30 (F.546/L.499) en sol mineur est une fugue pour clavier du compositeur italien Domenico Scarlatti. Elle termine le seul recueil publié du vivant de l'auteur, les Essercizi per gravicembalo (1738) qui contient trente numéros (K. 1 à 30), dédié à João V de Portugal.
Elle est surnommée depuis le XIXe siècle Fugue du chat ou « Fuga del gatto », par ses premiers éditeurs, Clementi et Czerny puis Longo, mais rien n'est « plus contraire à son œuvre que d'accoler un titre, fût-il anecdotique » (Alain de Chambure).

## Présentation
La fugue K. 30, en sol mineur, est notée Moderato.

## Manuscrits et éditions
L'œuvre est imprimée dans le recueil des Essercizi per gravicembalo publié sans doute à Londres en 1738. Un manuscrit se trouve à Barcelone, Orfeó Catalá (E-OC) no 28. Le manuscrit de la Bibliothèque d'État de Berlin (Mus.ms. 19683/2), est « peut-être » de la main même de Scarlatti,.

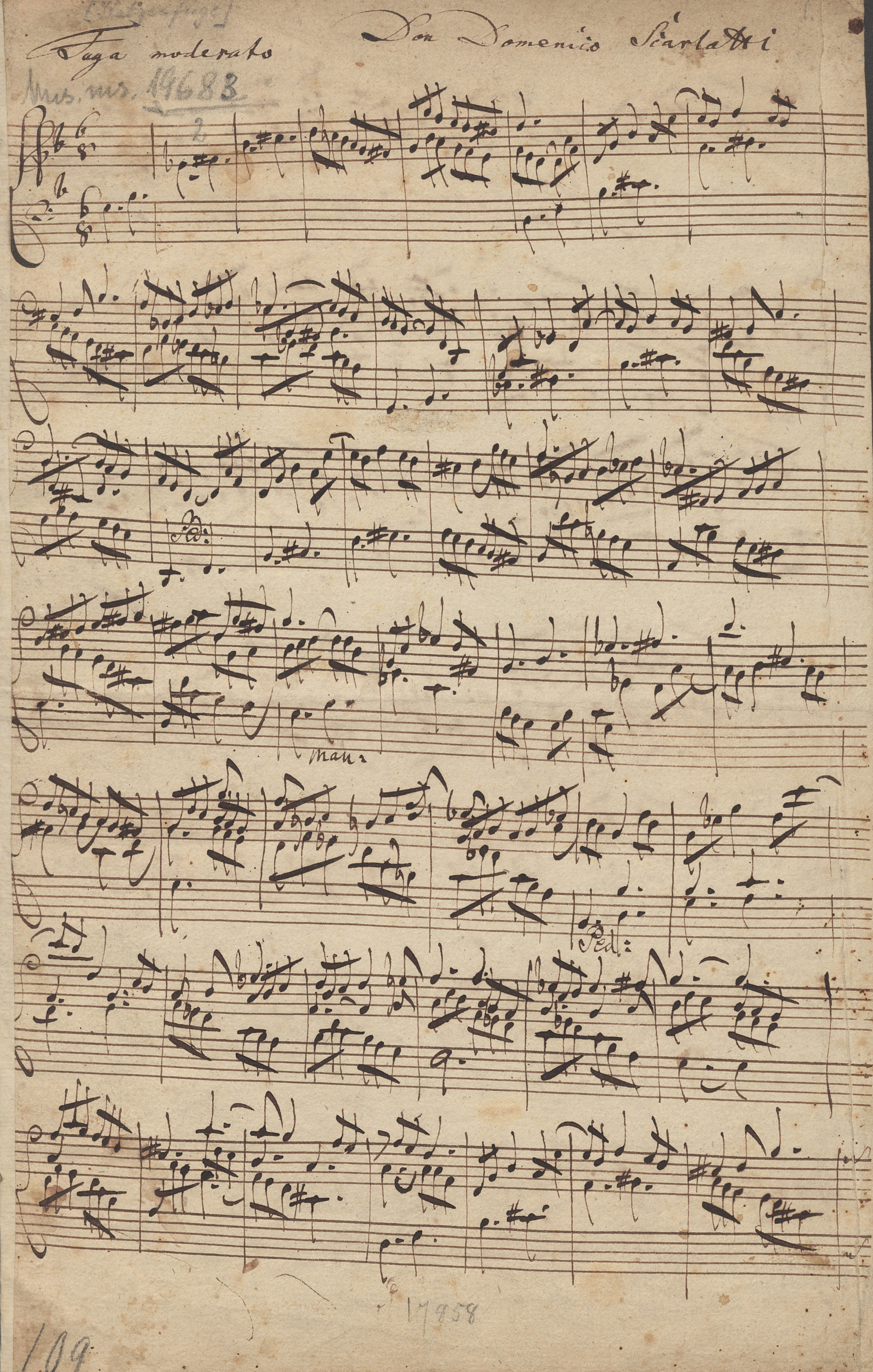
Fugue K. 30, ms. de Berlin.
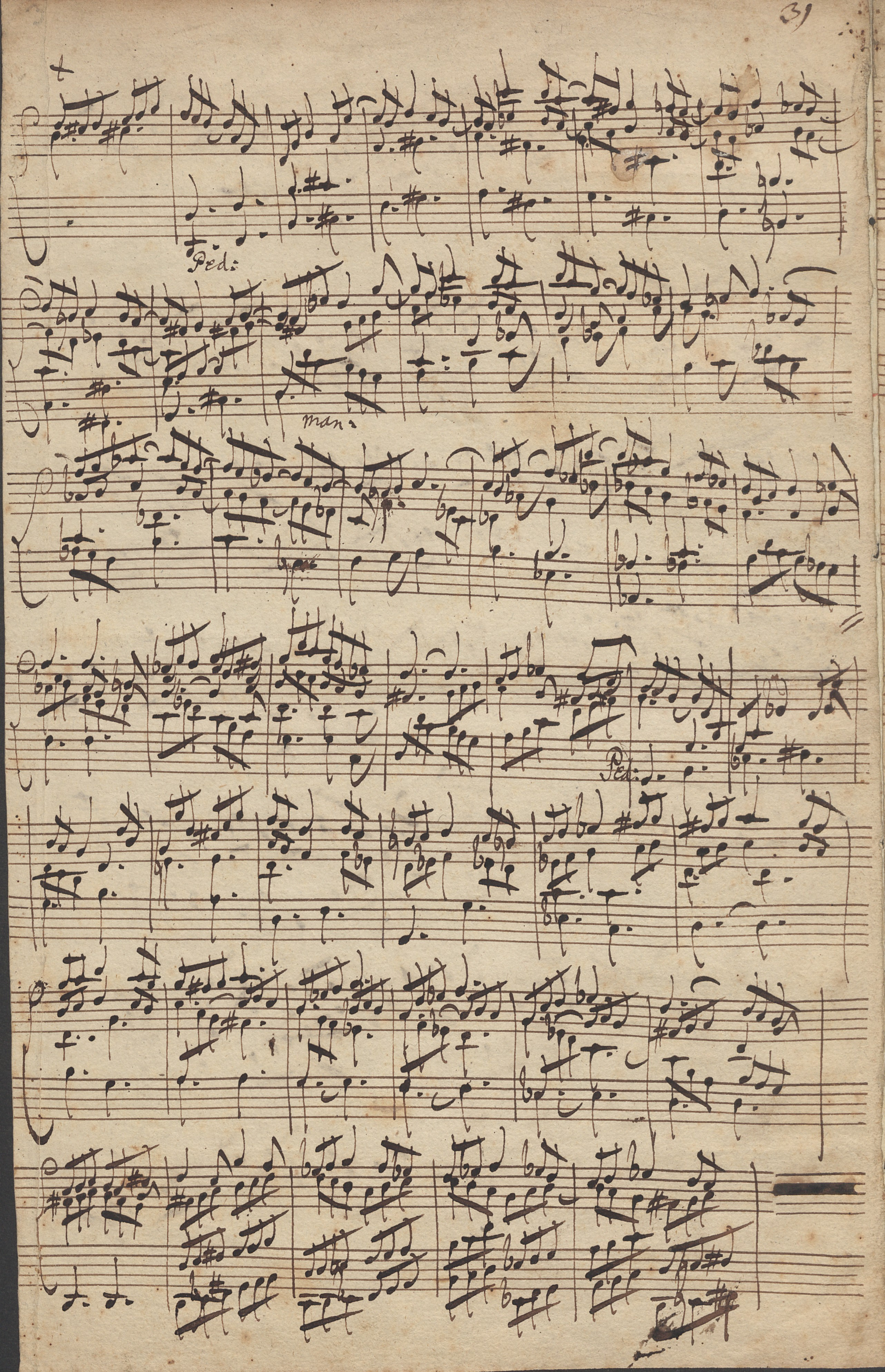
ms. de Berlin (suite).
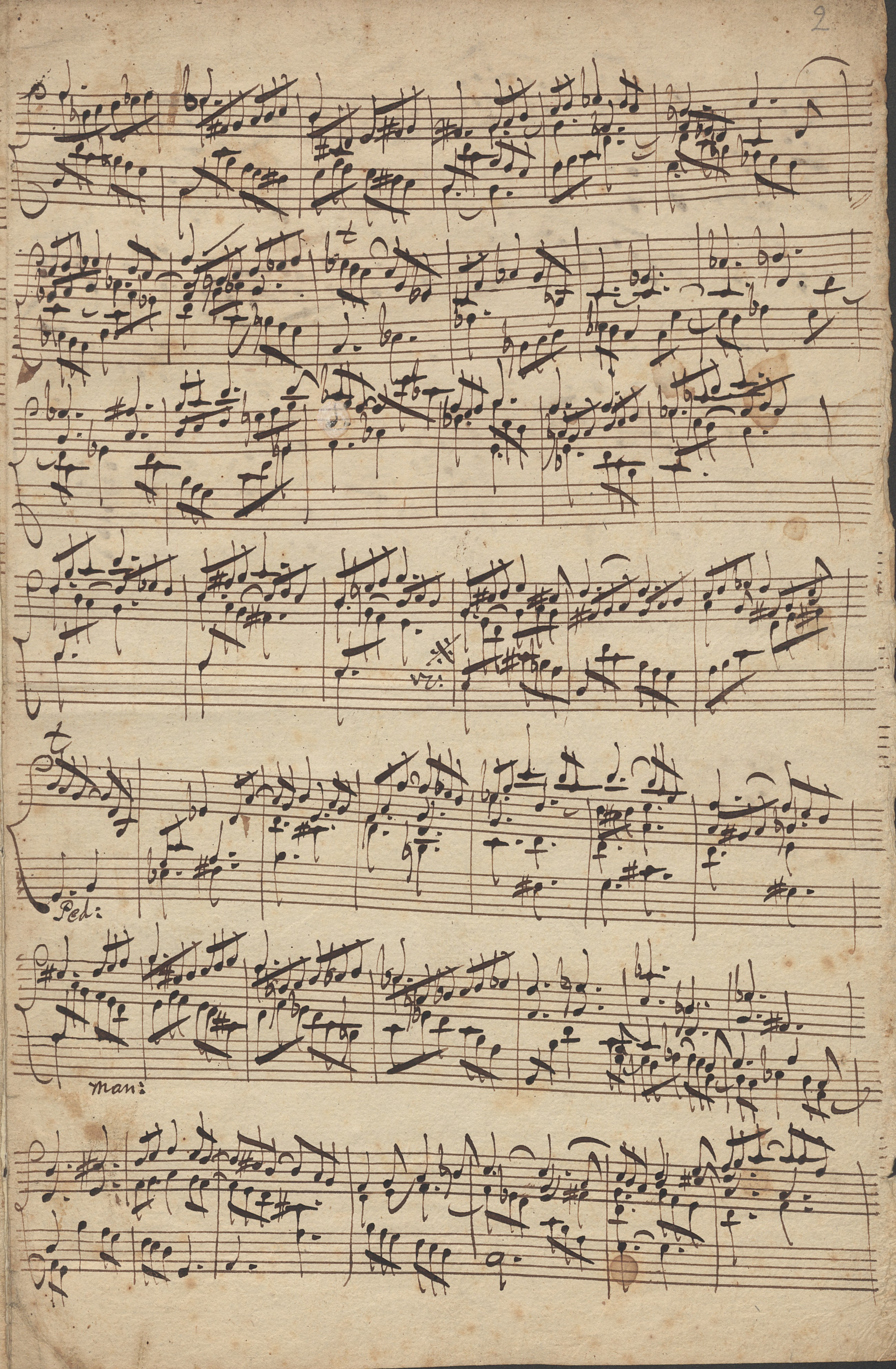
ms. de Berlin (suite).
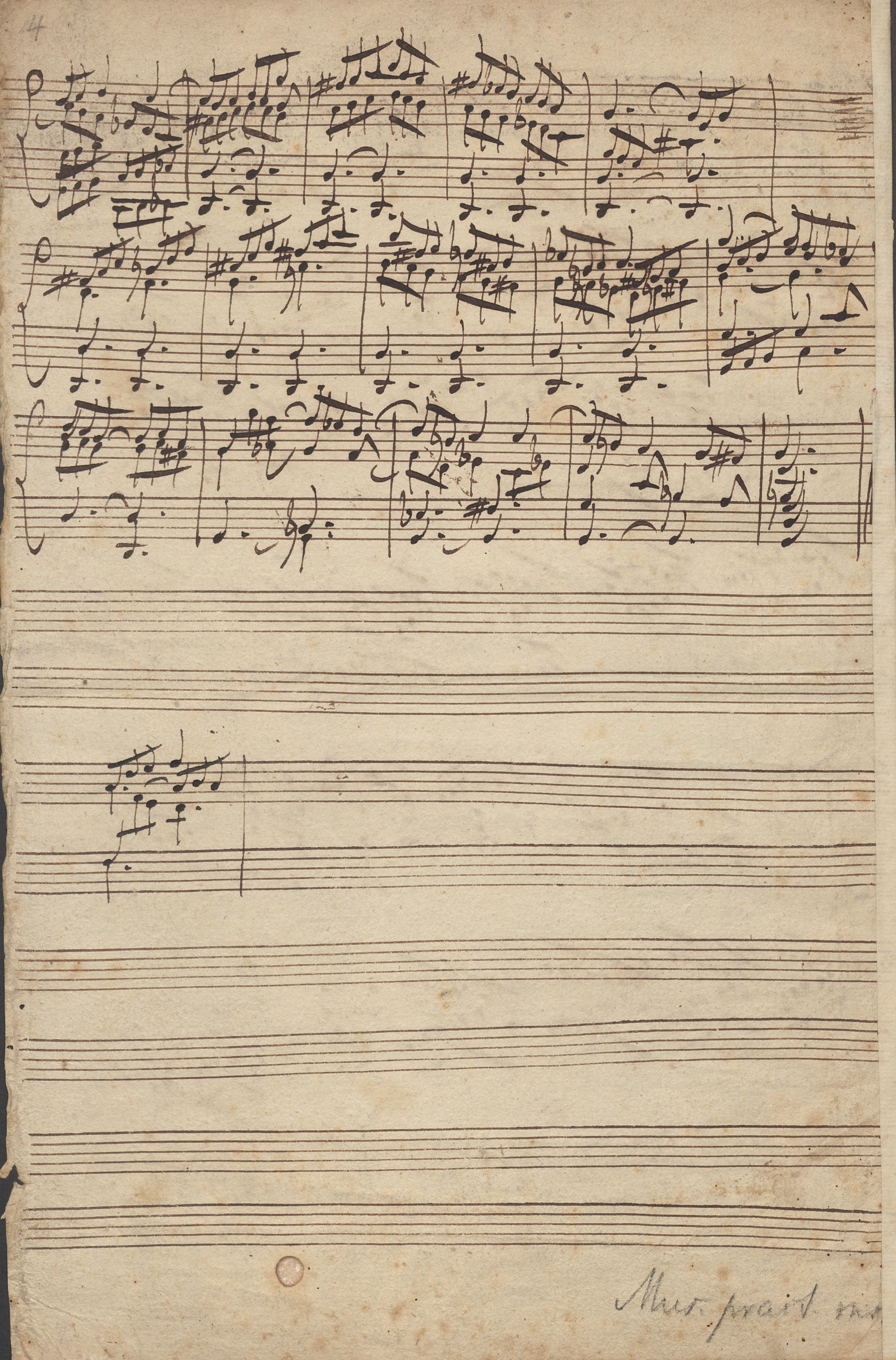
ms. de Berlin (fin de la fugue).
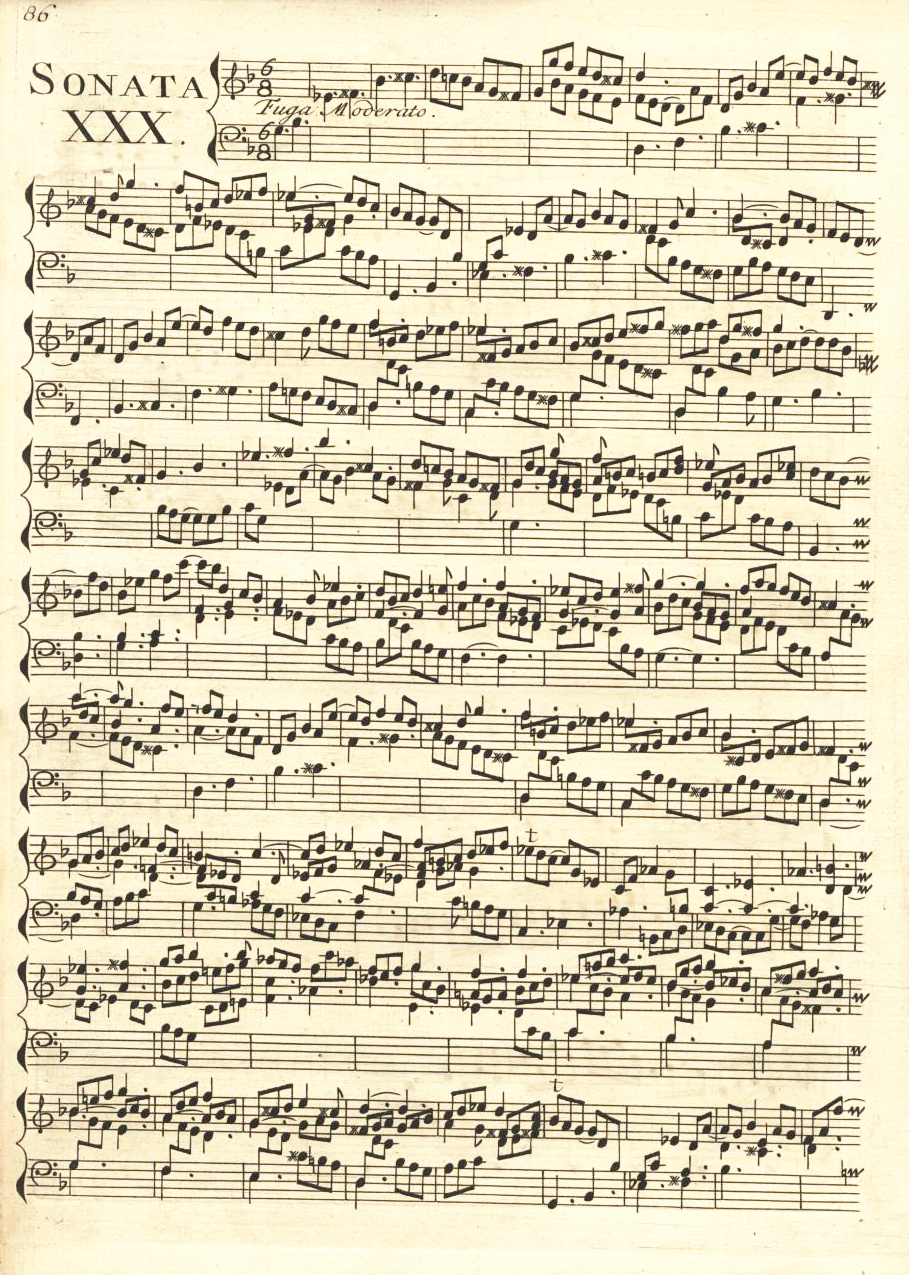
Début de la fugue, extraite d'une édition des Essercizi per gravicembalo publiée à Amsterdam en 1742.
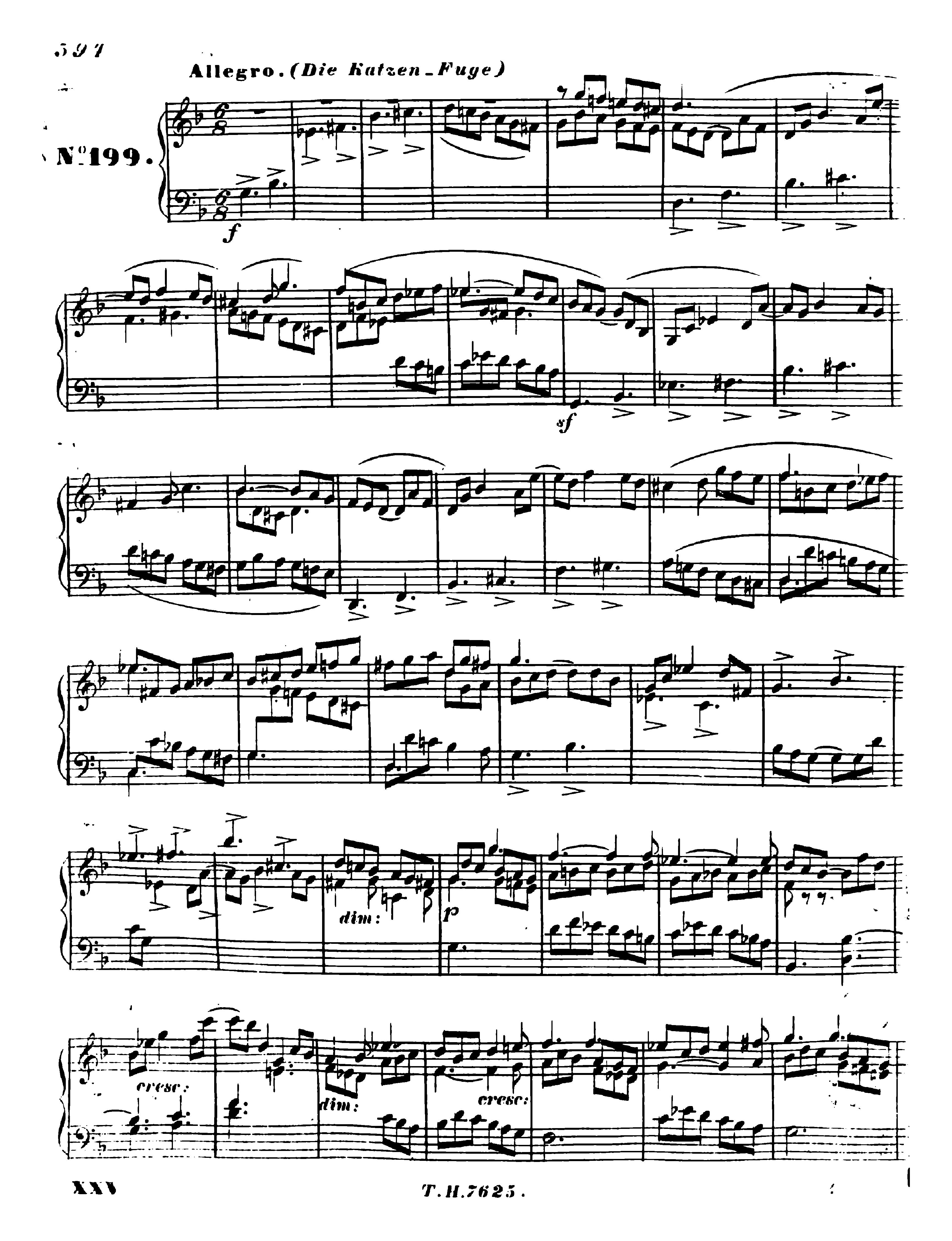
L'édition des Essercizi publiée à Vienne par Czerny vers 1840.

## Influence et postérité
La pièce a été publiée à Londres en 1738. Georg Friedrich Haendel, notoire pour la réutilisation de sa propre musique et pour ses « emprunts » aux œuvres des autres, écrivit ses Concerti grossi op. 6 entre la fin septembre et la fin octobre 1739. Les étranges intervalles descendants du deuxième mouvement du no 3 sont des réminiscences de la fugue de Scarlatti.
Au début du XIXe siècle, le théoricien de la musique et compositeur Anton Reicha écrivit une fugue sur le même sujet pour ses 36 Fugues de 1803.
Le pianiste et compositeur Gianluca Cascioli commence sa troisième sonate pour piano, par un court mouvement (35 s) intitulé « Aria (basata sul soggetto della Sonata K30 L499 di Scarlatti) ».

## Arrangements
Hans von Bülow a écrit un arrangement pour concert de l’œuvre de Scarlatti ; Carlos Salzedo une transcription pour duo de harpes.
La sonate K. 30 fait partie de la sélection d'œuvres orchestrées pour le ballet Le donne de buon umore de Vincenzo Tommasini en avril 1917 à Rome, et présenté par les Ballets russes de Serge de Diaghilev.

## Origine du surnom

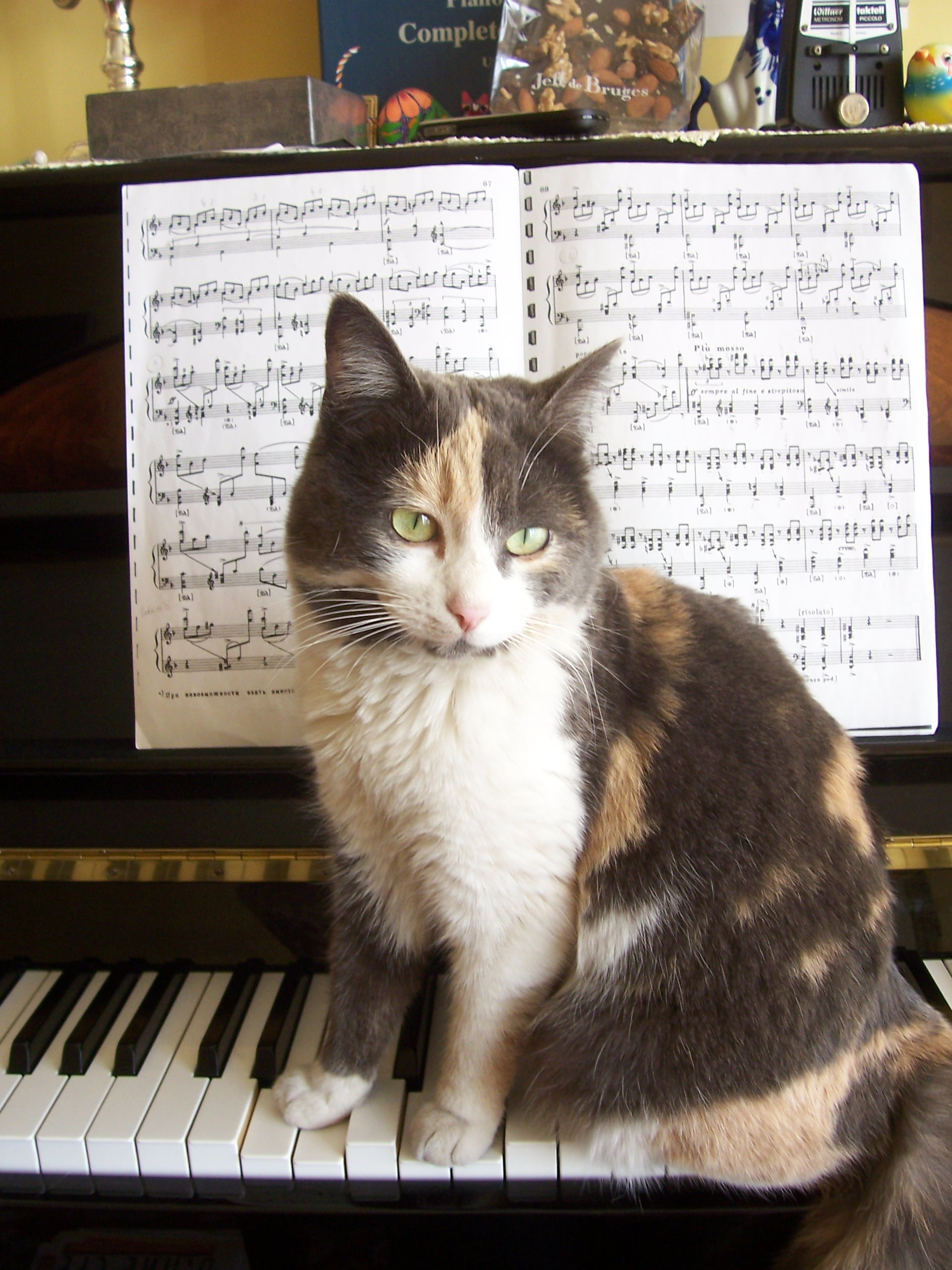
Selon une légende, Scarlatti a été inspiré par son chat, Pulcinella, marchant sur le clavier du clavecin.

Le surnom « Fugue du chat » n'a jamais été utilisé par le compositeur. Il apparaît au début du XIXe siècle, dans une publication de Muzio Clementi, Selection of Practical Harmony, vol. 2 (1802) qui associe la pièce à ce titre.
Il provient d'une légende prétendant expliquer comment Scarlatti invente le motif inusité sur lequel la fugue est construite. Cette légende veut que Scarlatti avait un chat domestique appelé Pulcinella (« Polichinelle » en français), décrit par le compositeur comme aimant marcher sur le clavier du clavecin, toujours curieux des sons qu'il en tirait. Toujours selon la légende, Scarlatti nota une phrase musicale issue de l'une de ces « séances d'improvisation » et l'utilisa comme sujet (thème) de la fugue.

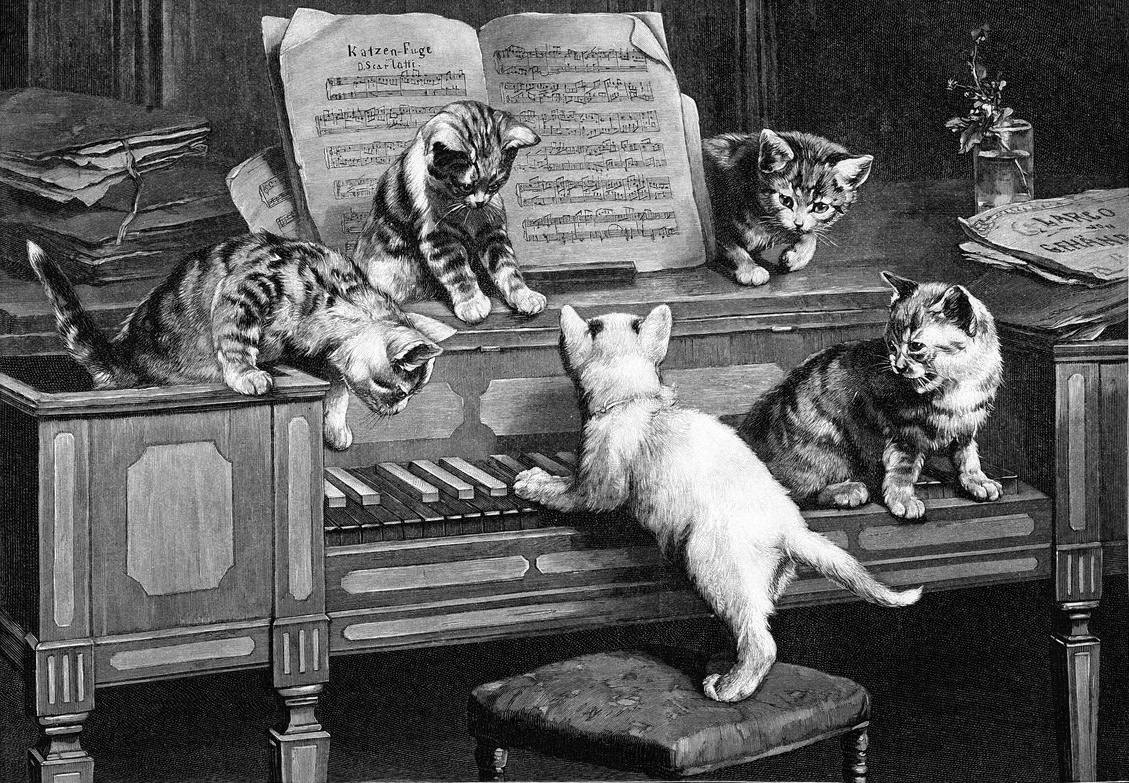
Carl Reichert, Katzenfuge (gravure, 1870)

Le surnom a été employé dans les programmes de concert du XIXe siècle (Franz Liszt et Ignaz Moscheles par exemples) et a également été repris par des éditeurs de musique, notamment Carl Czerny et Alessandro Longo.
La Fugue du chat est une œuvre populaire au moins depuis le XIXe siècle. Franz Liszt, qui connut la pièce grâce au collectionneur de manuscrits de l'École romaine, Fortunato Santini, l'inclut dans ses représentations à Berlin au début des années 1840. Ignaz Moscheles l'interpréta également. Les deux musiciens l'ont programmée sous le titre de « Fugue du chat ».
Cependant, rien n'est « plus contraire à son œuvre que d'accoler un titre, fût-il anecdotique. »

## Interprètes
La fugue K. 30 est défendue au piano, notamment par Marcelle Meyer (1946 et 1954), Anne Queffélec (1970, Erato), Valerie Tryon (2000, APR), Ievgueni Soudbine (2004, BIS), Fabio Grasso (2005, Accord), Racha Arodaky (2007, Zig-Zag Territoires), Carlo Grante (2009, Music & Arts, vol. 1), Alberto Urroz (2017, IBS) et Federico Colli (2019, Chandos, vol. 2).
Au clavecin, elle est enregistrée par Scott Ross (1976, Still ; 1985, Erato), Colin Tilney (1987, Dorian), Robert Wooley (1987, EMI), Colin Booth (1994, Olympia), Ottavio Dantone (2002, Stradivarius, vol. 8), Luc Beauséjour (2003, Analekta), Richard Lester (2004, Nimbus, vol. 1), Kenneth Weiss (2007, Satirino), Carole Cerasi (2010, Metronome), Jean Rondeau (2018, Erato) et Hank Knox (2021, Leaf Music).
Johannes Maria Bogner l'interprète sur un clavicorde Thomas Vincent Glück d'après un instrument de Cristofori (2015, Collophon/Fra Bernardo).

## Sources
: document utilisé comme source pour la rédaction de cet article.
- Ralph Kirkpatrick (trad. de l'anglais par Dennis Collins), Domenico Scarlatti, Paris, Lattès, coll. « Musique et Musiciens », 1982 (1re éd. 1953 (en)), 493 p. (OCLC 954954205, BNF 34689181).
- Alain de Chambure, « Domenico Scarlatti : Intégrale des sonates — Scott Ross », p. 204, Erato (2564-62092-2), 1985 (OCLC 891183737) .
- Guy Sacre, La musique pour piano : dictionnaire des compositeurs et des œuvres, vol. II (J-Z), Paris, Robert Laffont, coll. « Bouquins », 1998, 2430 p. (ISBN 978-2-221-08566-0).
- (en) Roberto Pagano et Malcolm Boyd, « Scarlatti, (7) (Giuseppe) Domenico Scarlatti  », dans Grove Music Online, Oxford University Press, 2001.
- (en) W. Dean Sutcliffe, The Keyboard Sonatas of Domenico Scarlatti and Eighteenth-Century Musical Style, Cambridge / New York, Cambridge University Press, 2008, xi-400 (ISBN 978-0-521-07122-2, OCLC 1005658462), p. 182–183.
- (it) Águeda Pedrero-Encabo (trad. de l'espagnol par Francesco Paolo Russo), « Una nuova fonte degli «Essercizi» di Domenico Scarlatti: il manoscritto Orfeó Catalá (E-OC) », Fonti Musicali Italiane, no 17,‎ 2012, p. 151–173 (présentation en ligne).